# Kaffernbüffel
Der Kaffernbüffel (Syncerus caffer), auch Schwarzbüffel, Afrikanischer Büffel oder Steppenbüffel genannt, ist ein sehr großer Vertreter aus der Familie der Hornträger, welcher in weiten Teilen des östlichen und südlichen Afrikas vorkommt. Dort bewohnt er offene Savannenlandschaften und bewaldete Flussgebiete des Tief- und Hochlands. Charakteristisch ist der robuste Körperbau und die großen, abwärts geschwungenen Hörner, die auf großen Hornbasen auf der Stirn aufsitzen. Das Sozialsystem des Kaffernbüffels ist komplex und umfasst Herden aus verwandten Kühen mit Jungtieren und gelegentlich Bullen, Junggesellengruppen aus männlichen Tieren und einzelne männliche Individuen. Vor allem die jeweiligen Herden zeigen ein dynamisches Verhalten durch permanentes Aufspalten und Wiedervereinen. Sie ziehen in räumlich begrenzten Aktionsgebieten in einem jährlich von Witterung und Nahrungsangebot vorgegebenen Rhythmus umher. Die sie begleitenden oder flankierenden Bullen sind regelmäßig in Dominanzkämpfe um das Paarungsvorrecht eingebunden, die mit Kopf- oder Körperrammen durchgeführt werden. Kühe bringen in der Regel ein einzelnes Jungtier zur Welt, welches rund ein bis anderthalb Jahre gesäugt wird. Der weibliche Nachwuchs verbleibt zumeist in der Herde, der männliche verlässt sie später. Die Nahrung umfasst überwiegend harte Gräser, in Trockenzeiten kann aber auch der Anteil an weicheren Pflanzen deutlich ansteigen. Dadurch haben die Tiere saisonal und regional bedingt unterschiedliche Ernährungsstrategien. Die Bestände sind im Übergang vom 19. zum 20. Jahrhundert in weiten Teilen des Verbreitungsgebietes in Folge einer Rinderpest-Epidemie zusammengebrochen. Das heutige Verbreitungsgebiet der Kaffernbüffel ist nicht zusammenhängend und weitgehend auf Schutzgebiete beschränkt, wobei die Anzahl der Tiere rückläufig ist. Der Bestand der Art gilt als potenziell gefährdet.

## Merkmale

### Habitus

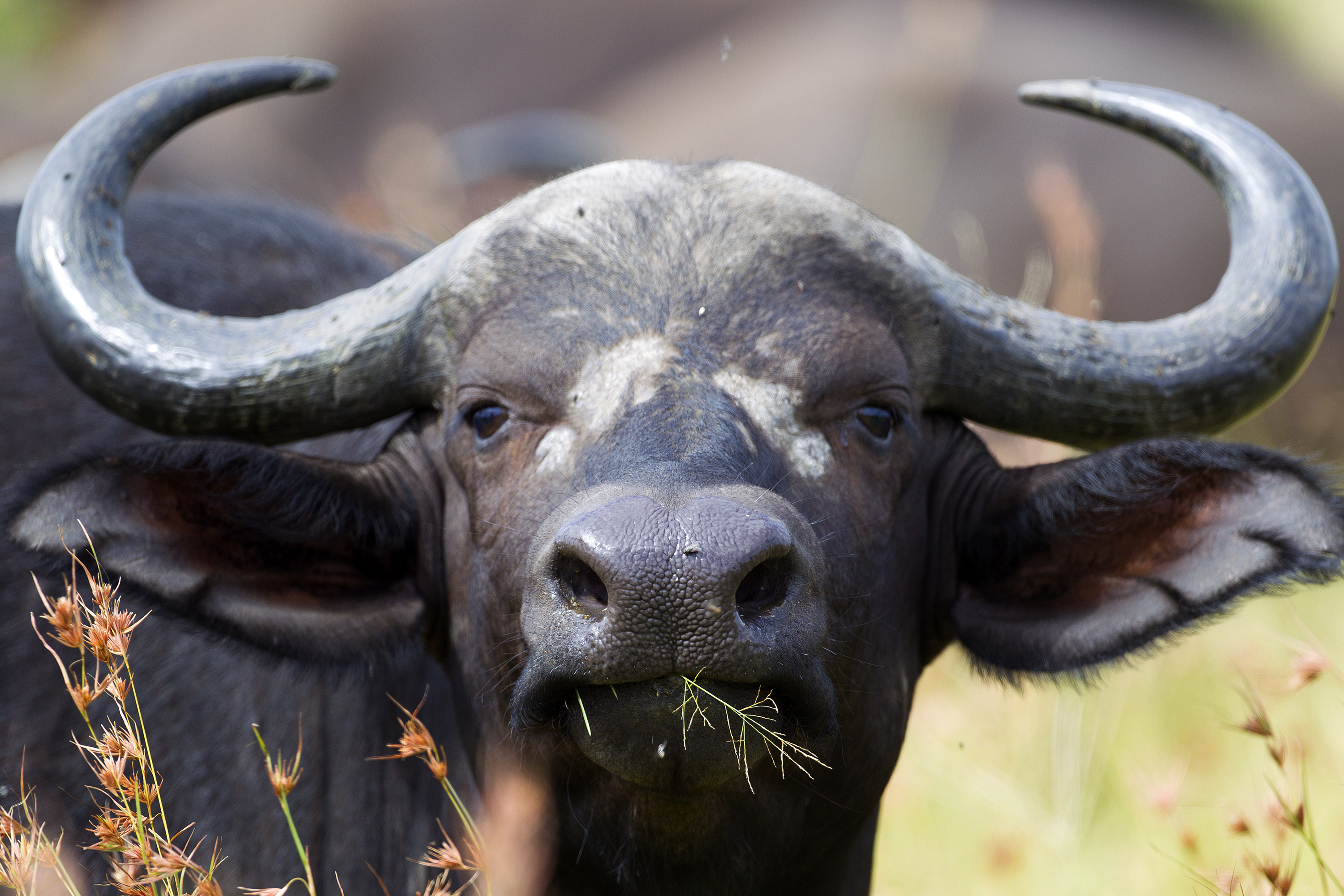
Kopf eines Kaffernbüffels mit den großen Hörnern

Der Kaffernbüffel stellt den größten Vertreter der afrikanischen Rinder (Bovini) dar und erreicht die Ausmaße seiner asiatischen, wildlebenden Verwandten. Er besitzt eine Kopf-Rumpf-Länge von 240 bis 340 cm (zuzüglich eines 50 bis 110 cm langen Schwanzes), eine Schulterhöhe von 148 bis 175 cm und ein Gewicht von 350 bis 900 kg. Ein Sexualdimorphismus ist deutlich ausgeprägt, die Bullen sind größer und können bis zu doppelt so schwer wie die Weibchen werden. Untersuchungen von Tieren aus Tansania ergaben ein Gewicht für männliche Tiere von 661 bis 849 kg, für weibliche von 426 bis 468 kg. Entsprechende Angaben für Tiere aus Sambia liegen bei 472 bis 723 kg beziehungsweise 386 bis 536 kg. Insgesamt ist der Kaffernbüffel sehr kräftig gebaut und besitzt verhältnismäßig kurze Gliedmaßen und einen Buckel oberhalb der Schultern. Das Fell hat in beiden Geschlechtern eine rabenschwarze Färbung, bei alten Bullen kann es ausdünnen, so dass Flecken von dunkler Haut am Kopf sichtbar werden. Der Schwanz endet in einer auffälligen, ebenfalls dunklen Quaste. Der massige Kopf ist mit einem breiten Maul ausgestattet, die Nase ist feucht und nackt. Die großen, hängenden Ohren sind gefranst. Besonders auffällig zeigen sich die großen, am Ende spitzen Hörner, die quer über den vorderen Kopf verlaufend ansetzen und seitlich nach unten biegen. Sie spannen 73 bis 134 cm weit auseinander, die Länge der einzelnen Hörner über die Krümmung gemessen ist mit 66 bis 116 cm nahezu identisch zur Spannweite. Das längste jemals gemessene Horn erreichte 163 cm und stammt von einem Bullen aus dem Lake-Manyara-Nationalpark in Tansania. Die Hörner sind nicht geriffelt und vor allem bei Männchen besonders massiv, ihre Basen dehnen sich deutlich über den Vorderkopf und treffen sich auf der Mittellinie des Schädels. Es gibt aber keine Übereinstimmung mit dem Alter der Tiere und der Größe der Hornbasis. Im Gegensatz zu weiblichen Tieren mit ihren grazileren Hörnern wachsen bei den männlichen zwischen den Hornansätzen keine Haare. Die Hufe haben eine große, gerundete Form, zudem treten Afterklauen auf. Die Hinterfußlänge beträgt 56 bis 61 cm. Bestimmte Drüsen zum Absetzen von Sekreten sind nicht ausgebildet. Kühe haben einen kleinen, gerundeten Euter mit zwei Zitzenpaaren.

### Schädel- und Gebissmerkmale

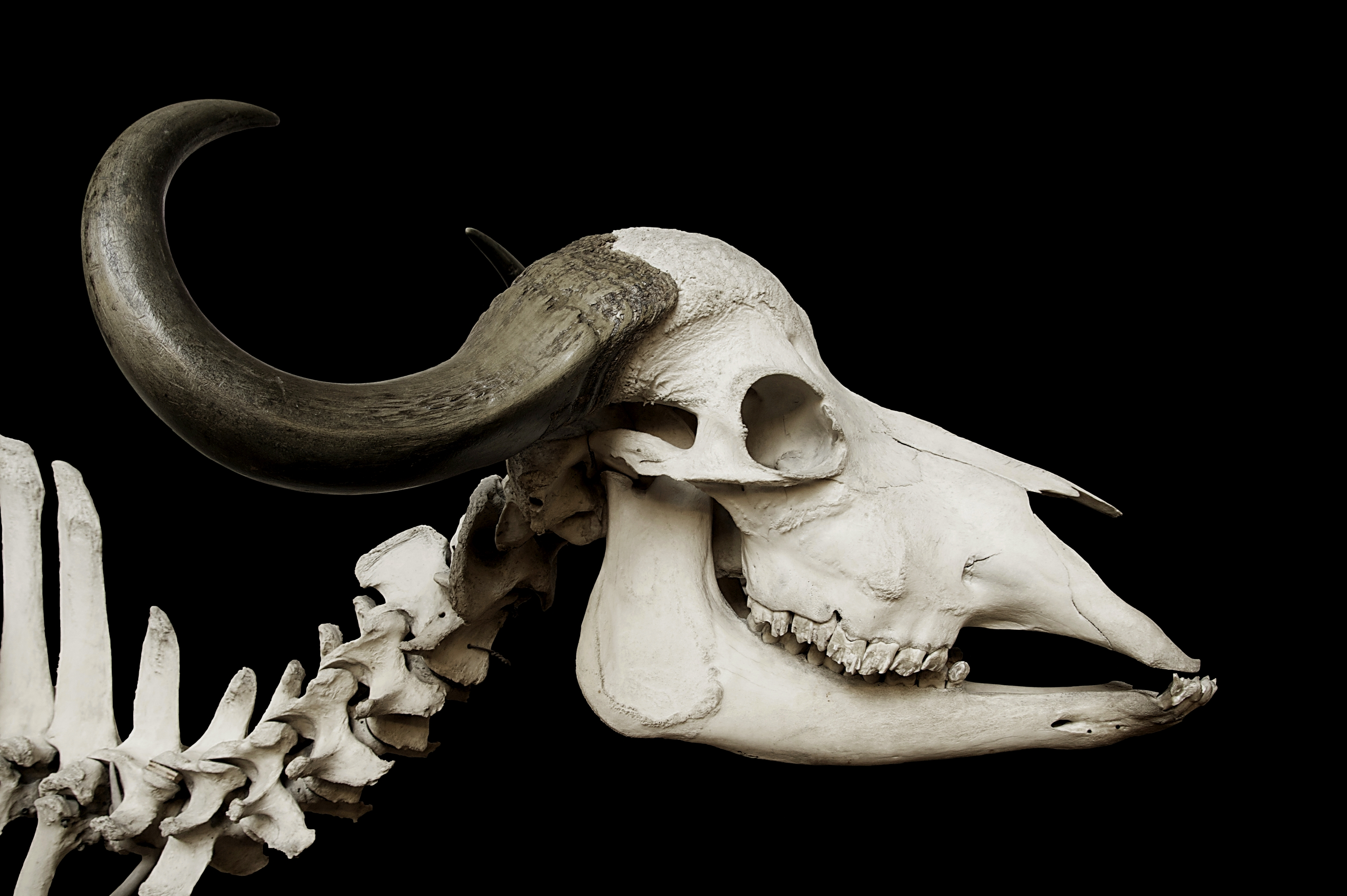
Schädel eines Kaffernbüffels

Der Schädel wird 44,8 bis 57,5 cm lang und am Warzenfortsatz des Schläfenbeins 24,1 bis 31,6 cm breit. Allgemein ist er kurz und breit und im Profil deutlich gerundet. Eine Voraugengrube (Fossa praeorbitalis) und eine Siebgrube (Fossa ethmoidalis) sind nicht ausgebildet. Das Gebiss besitzt die für Hornträger charakteristische Zahnformel {\displaystyle {\frac {0.0.3.3}{3.1.3.3}}}. Im oberen Gebiss ist typisch für die Wiederkäuer anstatt der Schneidezähne eine Hornplatte ausgebildet. Die Backenzähne sind stark hochkronig (hypsodont) mit einer Kronenhöhe von 5 cm bei jungadulten Tieren, auf der Kaufläche sind scharfe Zahnschmelzleisten ausgebildet. Das Durchbruchsmuster der Zähne kann zur Altersbestimmung verwendet werden, der Eckzahn des Unterkiefers ist der letzte durchbrechende Zahn des Dauergebisses. Er erscheint mit viereinhalb bis fünfeinhalb Jahren.

## Verbreitung und Lebensraum

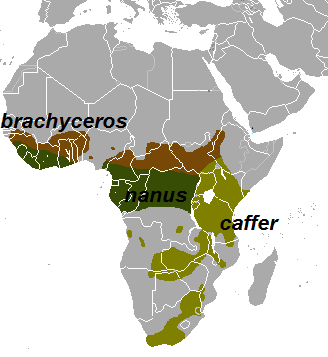
Verbreitungsgebiet des Kaffernbüffels (hellgrün) und der anderen Arten der Gattung Syncerus

Der Kaffernbüffel kommt in weiten Teilen des östlichen und südlichen Afrikas vor. Das Verbreitungsgebiet reicht vom südlichen Äthiopien und Somalia im Nordosten südwärts über Kenia, Tansania, Uganda und dem äußersten Osten und Südosten der Demokratischen Republik Kongo in Ostafrika sowie über Sambia, Simbabwe, Mosambik bis nach Südafrika, dem Nordosten von Namibia und Süden von Botswana. Die Art bewohnt eine Vielzahl von verschiedenen Landschaftstypen, die gut durchfeuchtete Savannen, Sümpfe und Überflutungsebenen umfassen. Daneben tritt sie aber auch in trockeneren Savannen und Auwäldern trockener Habitate auf, sofern Wasser zur Verfügung steht. Die Tiere sind auch in montanen Waldgebieten bis auf 3000 m Höhe anzutreffen, extrem hohe Nachweise liegen bei 4700 m am Mount Kenya. In besonders zuträglichen Gebieten, etwa im Lake-Manyara-Nationalpark in Tansania, kann der Kaffernbüffel mit rund 20 Individuen je Quadratkilometer in sehr hoher Anzahl auftreten, im Ngorongoro-Krater liegt die Populationsdichte entsprechend bei etwa 11, in der Serengeti bei 8 Individuen auf einer vergleichbar großen Fläche. In Trockenlandschaften wie etwa dem Lowveld in Südafrika geht sie auf bis zu 2 Individuen je Quadratkilometer zurück.

## Lebensweise

### Territorialverhalten

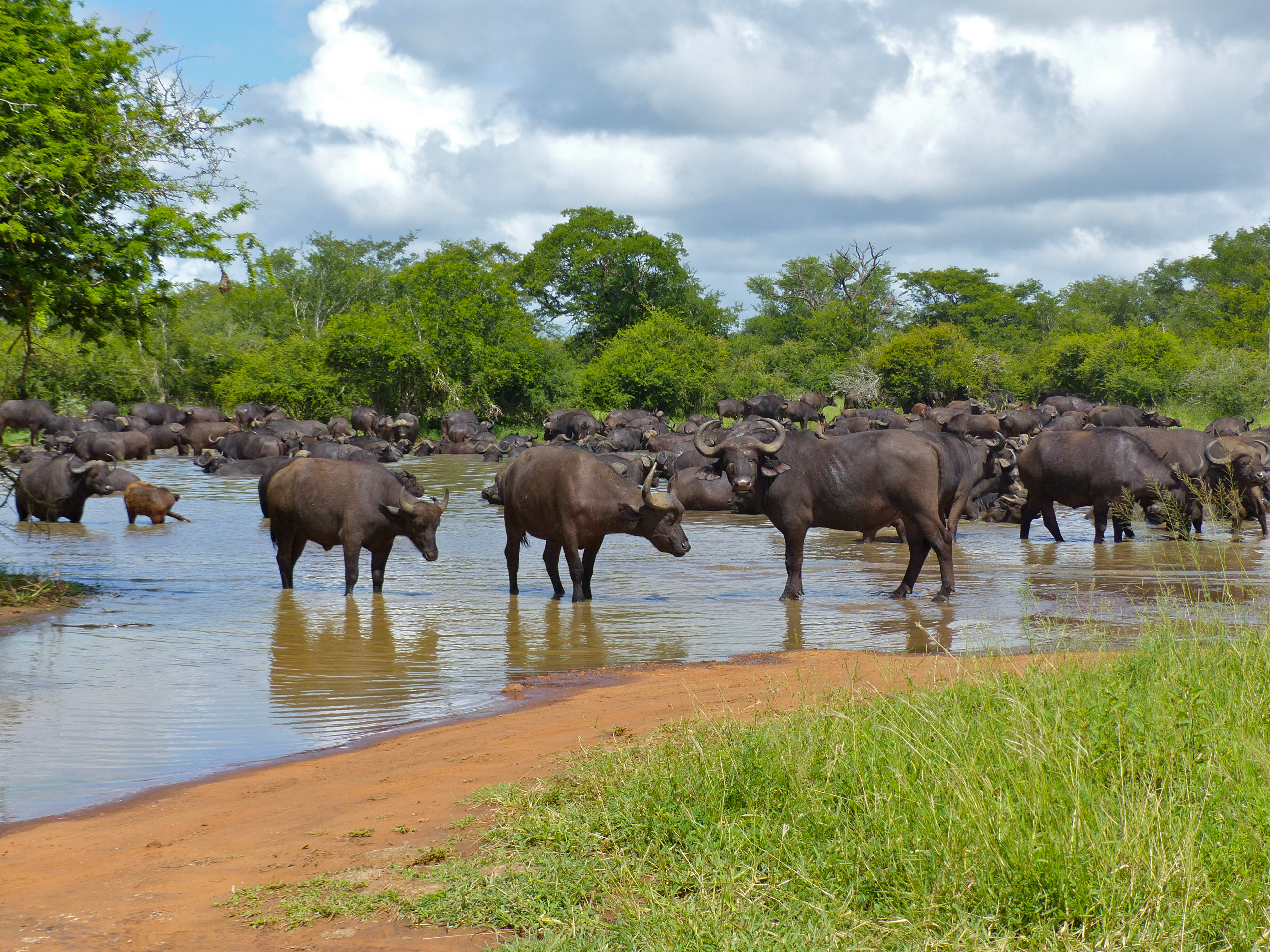
Eine Herde von Kaffernbüffeln im Kruger-Nationalpark

Der Kaffernbüffel besitzt ein komplexes Sozialsystem. Typisch ist der Verband aus miteinander verwandten Weibchen und ihren Jungtieren, der als Herde bezeichnet wird und in dem sich auch Bullen unterschiedlichen Alters aufhalten können. Die Größe der Herde variiert von einigen Dutzend bis mehreren Tausend Individuen. Die extrem großen Gruppen stellen aber vermutlich Herdenverbände dar, die nur temporär bestehen und keine innere Hierarchie besitzen. Ihre Bildungen sind abhängig von der Jahreszeit und dem Angebot an Nahrung und Wasser. Im Okavango-Delta in Botswana treffen sich einzelne Gruppen häufiger in relativer Gewässernähe. Eine jahreszeitliche Abhängigkeit besteht dabei nicht. Es gibt jedoch eine Variation der Herdengröße über das Jahr. Im nordöstlichen und südlichen Afrika führt dies zu größeren Gruppen in der feuchten und kleineren in der trockenen Jahreszeit, wobei die Gruppen sich regelmäßig teilen und wieder vereinen. Dagegen verhält sich dies im Okavango-Delta genau umgekehrt, was möglicherweise mit den besonderen örtlichen Bedingungen und den daraus resultierenden regelmäßigen Überflutungen zusammenhängt. Die sich daraus ergebenden häufigen Trennungen und Neuformierungen (fission-fusion-Sozialgemeinschaft) sind aber nicht nur an äußere Bedingungen geknüpft, sondern teilweise auch an die Größe der Herde und ihre soziale Struktur, wie Untersuchungen am Lake Manyara ergaben. Die hierarchische Struktur einer Herde besteht aus dominanten Weibchen, die die Herde anführen, gefolgt von Kühen mit sehr jungen Kälbern und Jungtieren im mittleren Teil. Den Abschluss der Herde bilden Tiere mit untergeordnetem Status; die Position eines Tiers in der Herde gibt somit Aufschluss über dessen soziale Stellung. Sie bestimmt darüber hinaus auch die Qualität der Nahrung und die allgemeine körperliche Kondition der Kuh. Häufig führt die Geburt eines Kalbes zu einer höheren sozialen Stellung innerhalb der Herde. Es wird meist angenommen, dass die einzelnen Herden (ohne temporäre Aufsplittung) stabile Verbände darstellen und erwachsene Kühe nur selten ihre angestammte Gruppe verlassen, einige Herden wurden über einen Zeitraum von bis zu fünf Dekaden dokumentiert. Beobachtungen aus dem Chobe-Nationalpark in Botswana zeigen aber, dass gelegentlich weibliche Tiere ihre Herde verlassen. Eine Kuh legte während eines solchen Herdenwechsels bis zu 133 km zurück. Ein Wiederaufsuchen der alten Herde wurde dabei nicht festgestellt, möglicherweise handelt es sich bei wechselnden Tieren um solche mit einem eher geringen Status. Bullen leben einzeln oder schließen sich zu Junggesellengruppen mit einer Größe von 5 bis 10 Individuen zusammen, die zeitlich begrenzt bestehen. Innerhalb dieser Junggesellengruppen kommt es permanent zu Dominanzkämpfen um das Paarungsvorrecht. Kurzfristig können Bullen auch von Junggesellengruppen zu Herden und umgekehrt wechseln, innerhalb der Herde sind sie aber nicht in das dortige Sozialgefüge eingebunden. Bemerkenswert ist, dass Bullen, wenn sie sich über längere Zeit in Herden aufhalten, regelmäßig an Gewicht verlieren, da sie durchschnittlich weniger fressen. Vermutlich sind die hohen energetischen Kosten, die für die Fortpflanzung aufgebracht werden müssen, ursächlich dafür verantwortlich, weswegen Bullen die Herden nach kürzerer Zeit wieder verlassen.

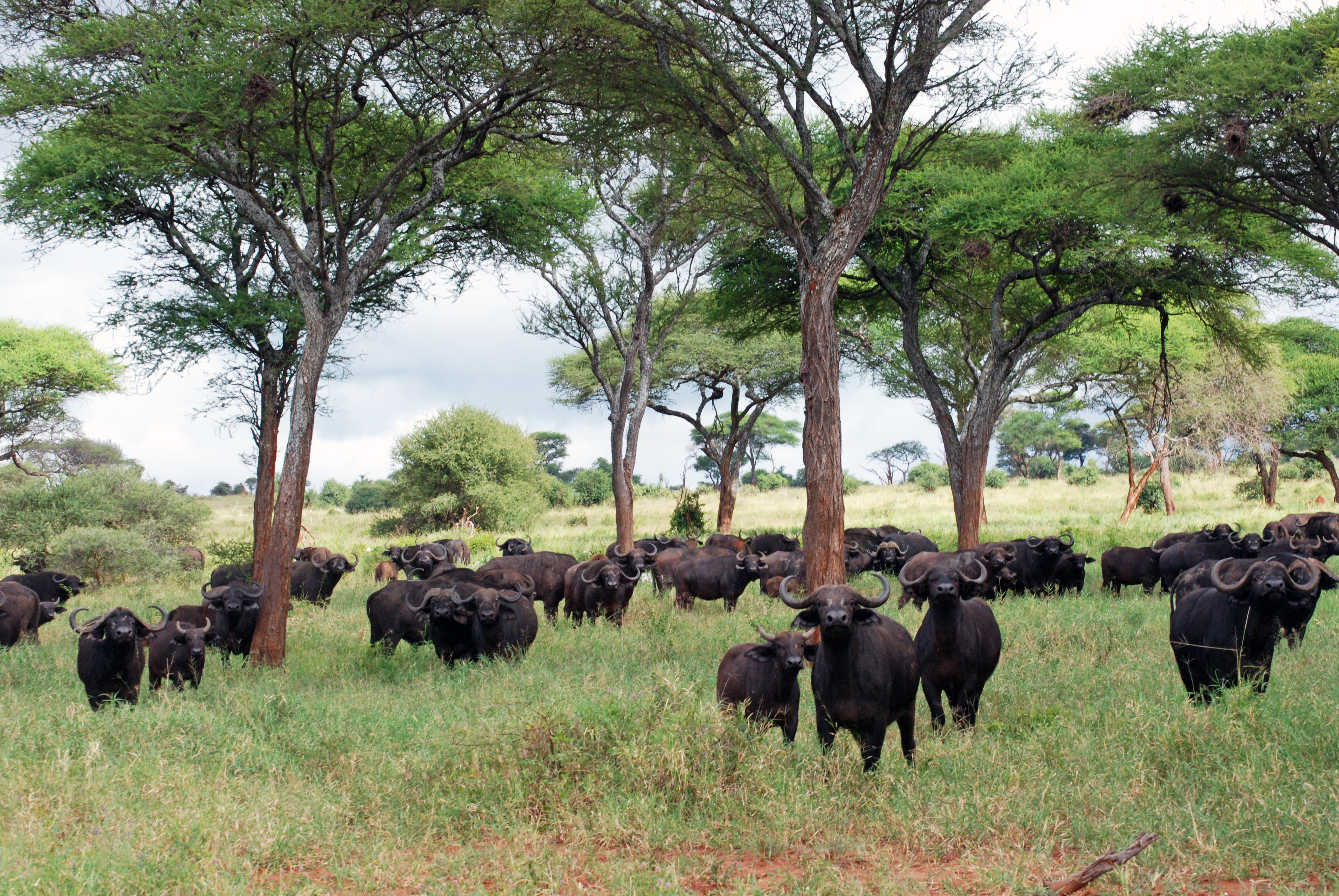
Eine Herde von Kaffernbüffeln in Tansania

Die Herden des Kaffernbüffels sind nicht migratorisch und legen somit keine großen Entfernungen zurück. Sie halten sich in mehr oder weniger begrenzten Aktionsräumen von 100 bis über 1000 km² auf. Innerhalb dieser Aktionsräume folgen sie einem regelmäßigen Wanderungsmuster über das Jahr hinweg, das durch den Zyklus von Niederschlägen und Pflanzenwachstum bestimmt wird. Diese einem bestimmten Rhythmus folgenden Wanderungen auf festgelegten Pfaden und Wegen führen dazu, dass der Boden aufgearbeitet und dadurch neues Pflanzenwachstum angeregt wird, was das wiederholte Weiden in der gleichen Region ermöglicht. Typische Wanderungsbewegungen führen zu Wasser- und Weidestellen, sie sind täglich umfangreicher, je weiter zugängliches Wasser verstreut liegt. Im Kruger-Nationalpark in Südafrika werden so Distanzen von durchschnittlich 3,35 km täglich überwunden, in der ostafrikanischen Serengeti sind es dazu im Vergleich bis zu 30 km. Einzelne Bullen und Junggesellengruppen haben wesentlich kleinere Territorien von 3 bis 4 km² Größe. Sie flankieren den Wanderungsverlauf der Herde. Der Tagesablauf folgt ähnlichen Mustern wie bei zahlreichen anderen Wiederkäuern und ist geprägt von der Nahrungsaufnahme und der daraus folgenden Ruhe und dem Wiederkäuen. Insgesamt ist die Dauer der jeweiligen Aktivität abhängig von der Qualität und Quantität des lokalen und saisonalen Nahrungsangebots. Die hauptsächlichen Aktivitäten erfolgen tagsüber, in Gebieten mit großem Jagddruck aber auch nachts. Am Lake Manyara fressen die Tiere zwischen 10:00 Uhr und 14:00 Uhr, wobei die Dauer je nach Intensität zwischen 1,5 und 4,5 Stunden betragen kann, was etwa 22 bis 56 % der Tagesaktivität entspricht (durchschnittlich 37 %). Die Nahrungsaufnahme trennt hier zwei Ruheperioden, die meist mit Wiederkäuen verbracht werden, häufig mit dem Körper im Wasser liegend, und wiederum mehrere Stunden andauern können. Sie nehmen zwischen 11 und 49 % des täglich verfügbaren Zeitbudgets in Anspruch (durchschnittlich 31 %). Somit verbringt der Kaffernbüffel am Lake Manyara jährlich etwa zwei Drittel seiner Tageszeit mit Fressen und dem zugehörigen Verdauen. Dabei ist die Dauer der Verdauung gegenläufig zur Dauer der Nahrungsaufnahme, da ein Tier in der Regenzeit durch das üppigere Angebot qualitativ hochwertiger Nahrung in kürzerer Zeit mehr fressen kann, aber längere Zeit zum Wiederkäuen benötigt. In der Trockenzeit mit einem qualitativ minderwertigerem Nahrungsangebot frisst er länger, verdaut aber kürzer. Im Chebera-Churchura-Nationalpark in Äthiopien weiden die Tiere in den frühen Morgen- und Abendstunden und verbrauchen dafür bis zur Hälfte ihres täglichen Zeitbudgets, ein weiteres gutes Drittel nimmt die Ruhe in Anspruch. Ähnlich lang verbringt der Kaffernbüffel im Kruger-Nationalpark mit dem Fressen, dies erfolgt hier aber teilweise auch nachts. Nach Untersuchungen im Okavango-Delta sucht der Kaffernbüffel häufig Regionen mit schattigen Bereichen wie Waldländer zum Wiederkäuen und zur Ruhe auf. Dies weicht vom Rotbüffel ab, der dafür eher offene Lichtungen bevorzugt. Die Weideplätze hingegen zeichnen sich durch eine hohe Diversität an Pflanzen aus, die zudem eine größere Gruppe an Tieren tragen können. Die Platzwahl für bestimmte Aktivitäten ist des Weiteren abhängig von Wasserstellen, sie kann aber vor allem in Überflutungsgebieten durch jahreszeitlich bedingte Ereignisse beeinträchtigt sein.

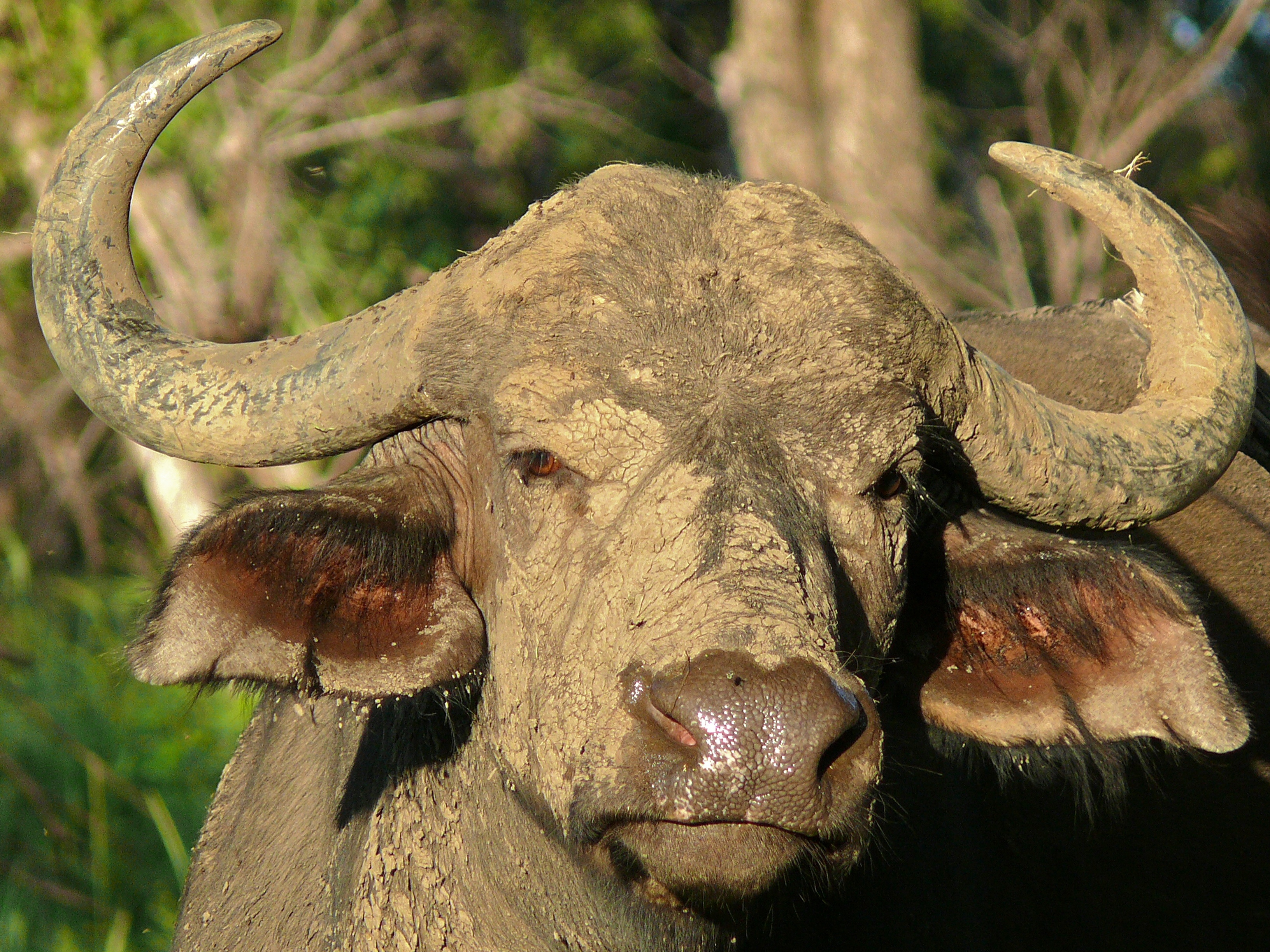
Ein Kaffernbüffel nach einem Schlammbad

Zum Komfortverhalten gehören unter anderem Schlammbäder, um eventuell Insektenbisse zu vermeiden und Ruhephasen an erhöhten Landmarken. Letzteres dient wahrscheinlich dazu, kühle Brisen zu erhaschen, da der Kaffernbüffel allgemein schlecht an Hitze angepasst ist. Generell ist der Kaffernbüffel eher still. Bekannte Lautäußerungen sind ein Grunzen und Schnaufen, letzteres wird ausgestoßen, wenn ein Tier alarmiert ist oder zu Laufen anfängt. Ein Bellen äußert der Kaffernbüffel bei starken Verletzungen, beispielsweise durch einen Beutegreifer, das andere Artgenossen häufig animiert, zur Unterstützung zu kommen. Schwer verletzte Tiere suchen zum Schutz andere Kaffernbüffel auf. Ein Warnruf bei Gefahr besteht nicht, aber vor allem in der Nacht kann eine Herde sehr still werden, so dass ein Aufspüren sehr schwierig ist. Zwischen dominanten und unterwürfigen Tieren besteht ein ritualisiertes Verhaltensmuster. Erstere halten den Kopf und die Schultern nach oben, während die Nase nach unten gerichtet ist, so dass die Hörner optimal präsentiert werden. Bei letzteren liegt der Kopf tief und parallel zum Boden, teilweise führt das unterlegene Tier auch den Kopf zwischen die Hinterbeine des dominanten und stößt ein Bellen aus. Der Sehsinn ist recht gut entwickelt, ebenso wie das Gehör. Aufgrund der fehlenden Drüsen spielen Sekrete für die innerartliche Kommunikation nur eine untergeordnete Rolle.

### Ernährung

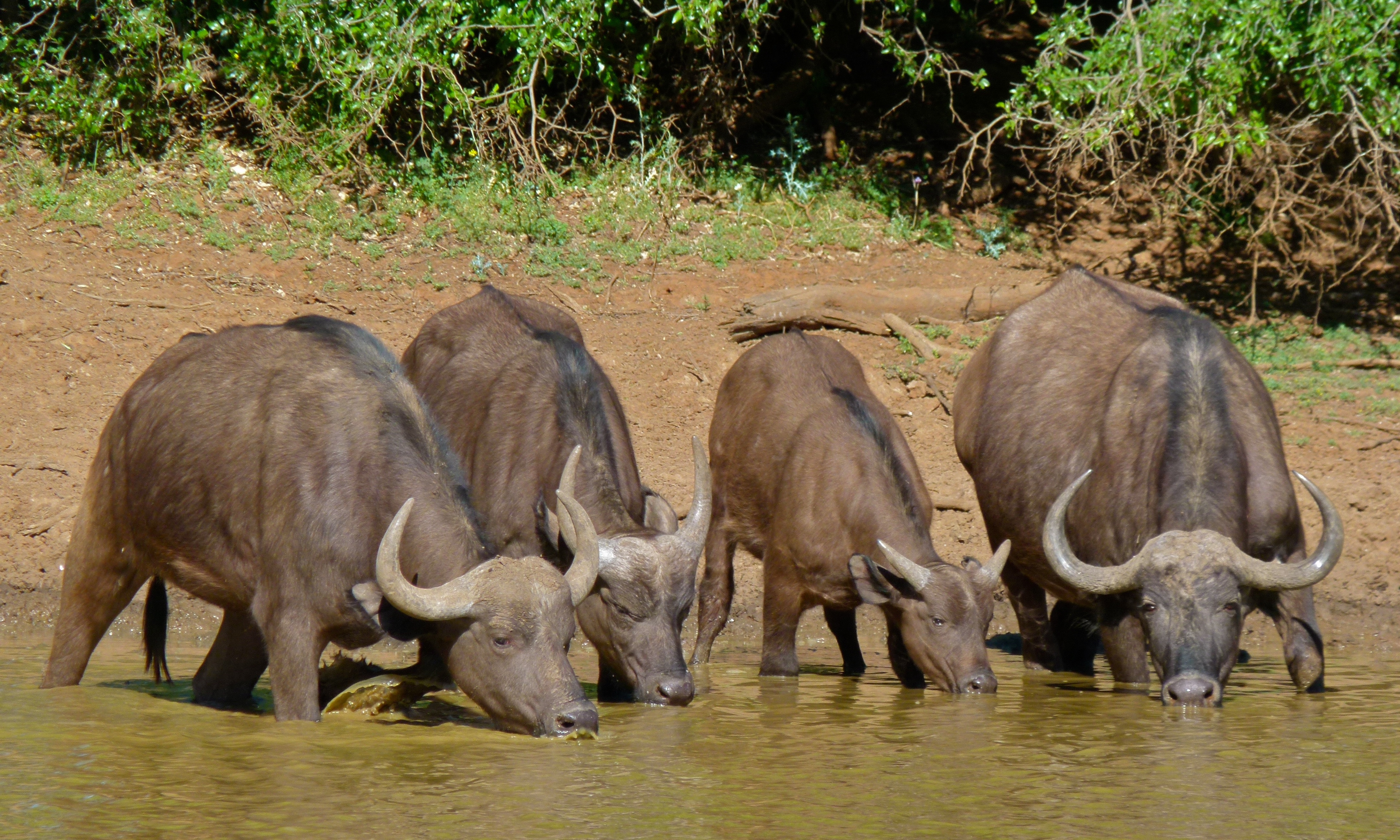
Trinkende Kaffernbüffel

Als weitgehende Offenlandart besteht die Hauptnahrung des Kaffernbüffels aus Gräsern. Hierbei bevorzugt er langhalmige Gräser vor breitblättrigen und toleriert auch solche mit einem hohen Faseranteil. Er meidet aber solche mit niedrigem Nährstoffgehalt oder Pflanzen, die ätherische Öle enthalten. Zu den am häufigsten verzehrten Pflanzen gehören Hundszahngräser, Fingerhirsen und Rispenhirsen sowie Vertreter der Gattungen Sporobolus und Heteropogon. Bei hoher Verfügbarkeit an Gräsern – etwa zur Regenzeit – frisst ein Tier große Mengen und ist wenig wählerisch, bei geringerer Verfügbarkeit oder schlechterer Qualität geht es eher selektiv vor. In der Serengeti bevorzugt der Kaffernbüffel in der Regenzeit weitgehend Grashalme, in der Trockenzeit, wenn die Gräser verschwinden, zieht er sich in Flussniederungen zurück, wo das Nahrungsangebot umfangreicher ist. In trockenen Landschaften wie der Sukkulent-Karoo des südlichen Afrikas, wo Gräser weitaus seltener sind, stellt weicheres Pflanzenmaterial einen größeren Teil der vertilgten Menge. Hier ergaben Untersuchungen, dass während der trockenen Jahresabschnitte der Anteil an weichen Pflanzen bis zu 33 % erreichen kann, während er in der feuchteren auf etwa 28 % absinkt. Die Tiere fressen dann unter anderem auch Akaziengewächse, Sternbüsche, Rautengewächse oder den Kap-Bleiwurz. In der grasreicheren Nama-Karoo konnten dagegen derartige Unterschiede nicht festgestellt werden, da Gräser hier 95 % der aufgenommenen Nahrung ausmachen. Allerdings konnte hier ein Wechsel an bevorzugten Pflanzen innerhalb der verschiedenen Jahreszeiten ausgemacht werden. So dominierten Sporobolus-Gräser in den feuchten Jahresabschnitten, Themada-Gräser dagegen in den trockenen. Täglich muss ein Tier rund 2,2 % seiner Körpermasse vertilgen, was in etwa 14 bis 15 kg entspricht. Da der Kaffernbüffel von Wasser abhängig ist, entfernt er sich selten weiter als 8 bis 20 km von offenen Wasserstellen. Bedeutend sind darüber hinaus Salzlecken, unter anderem auch von schwitzenden Artgenossen, oder das Fressen eisenhaltiger Substrate vor allem in großen Höhenlagen wie am Mount Kenya.

### Fortpflanzung

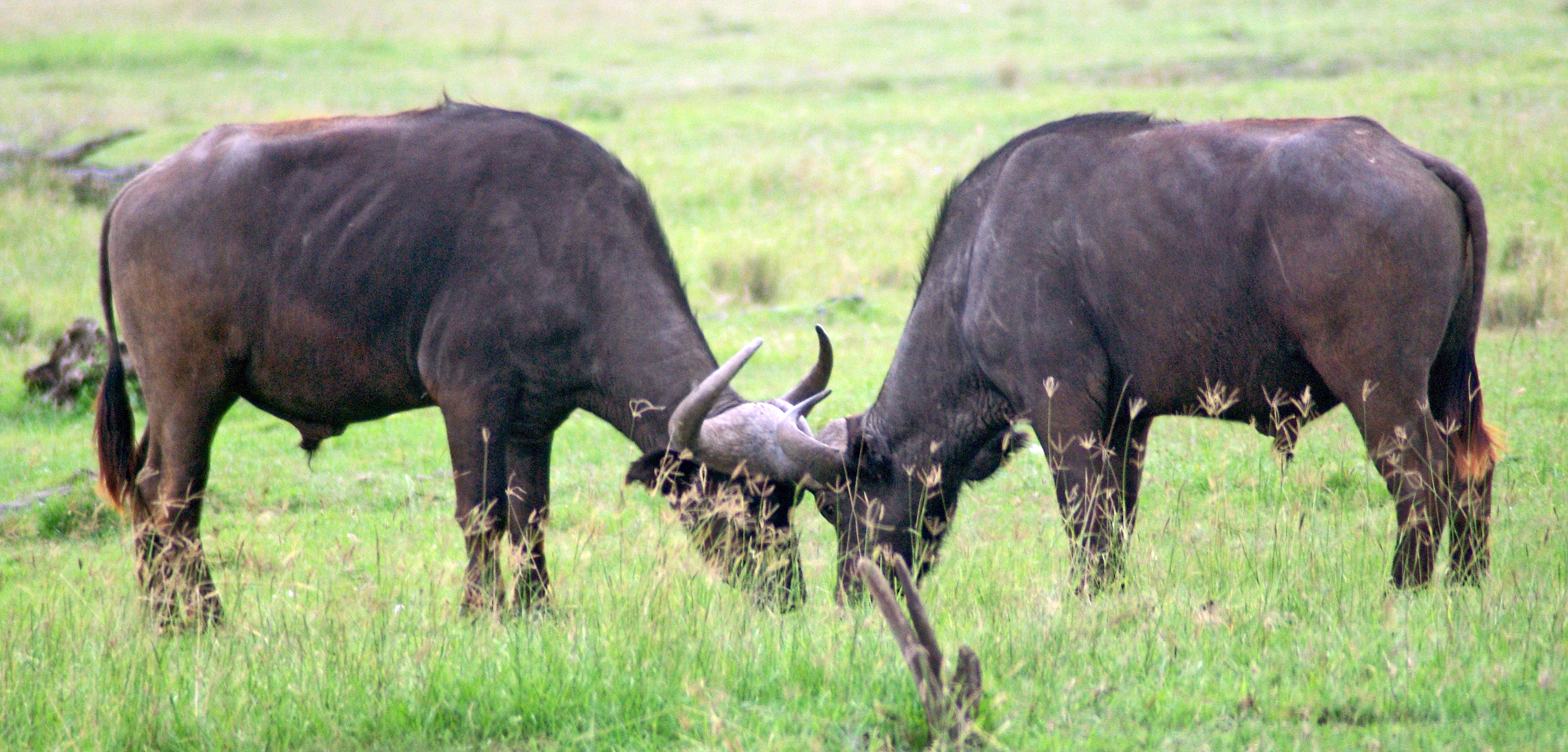
Zwei kämpfende Kaffernbüffel

Die Paarung kann beim Kaffernbüffel prinzipiell das ganze Jahr über erfolgen. In Regionen mit ausgeprägten Jahreszeiten und somit einem qualitativ und quantitativ schwankenden Nahrungsangebot ist sie jedoch saisonal beschränkt. In der Serengeti werden Paarungen von November und zunehmend bis Juli beobachtet, in der südafrikanischen Provinz Limpopo sind sie von Regenfällen und dem jeweiligen Nahrungsangebot abhängig. Letzteres lässt darauf schließen, dass die körperliche Kondition der weiblichen Tiere ausschlaggebend für die Paarung und Geburt ist. Kühe gebären ihr erstes Kalb mit 4 bis 5 Jahren, Bullen sind mit 8 bis 9 Jahren voll geschlechtsreif. Die männlichen Tiere sind in ein hierarchisches System eingebunden, welches die Fortpflanzung regelt. Dazu führen die männlichen Tiere regelmäßig Paarungs- und Dominanzwettkämpfe durch, die unter anderem aus Kopf- und Körperrammen bestehen; ersteres findet häufig zwischen dominanten und unterlegenen, letzteres zwischen gleichrangigen Tieren statt. Sie beginnen damit, dass ein Tier mit erhobenem Kopf und nach unten weisender Nase stillsteht, vergleichbar dem Dominanzverhalten. Oftmals wird der Kopf dabei auch ab- und aufwärts geführt. Die ganze Prozedur kann schon in 30 m Entfernung voneinander starten und ist teilweise mit einem tiefen Grummeln verbunden. Danach kommt es zum Angriff, wobei das Tier den Kopf so weit absenkt, dass beim Aufeinandertreffen die Energie auf die verstärkte Basis der Hörner gelenkt wird. Der Gewinner wird durch die Kraft und Geschwindigkeit bestimmt, der Verlierer sucht im Abschluss zumeist das Weite, wird manchmal aber vom Sieger bis zu 100 m verfolgt.

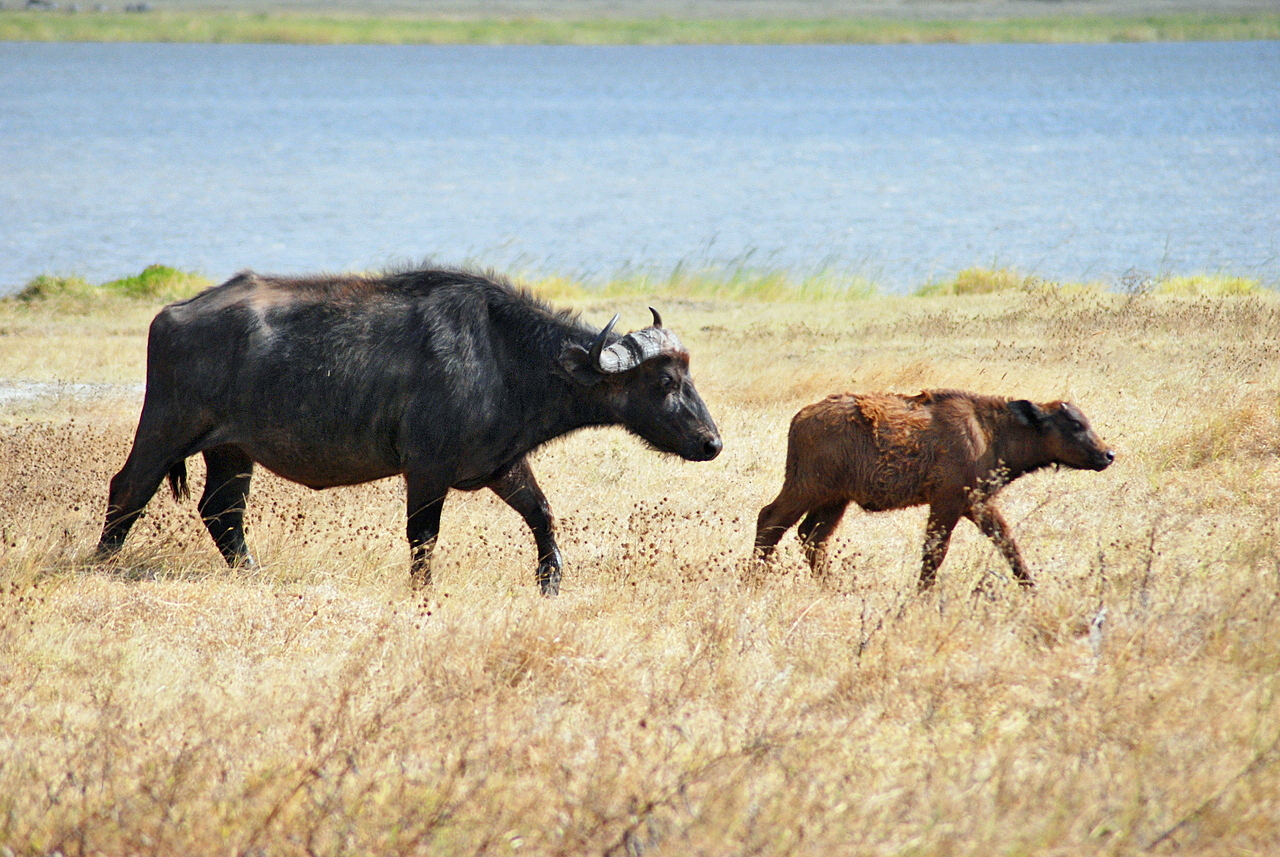
Ausgewachsener und junger Kaffernbüffel

Bullen testen die Empfangsbereitschaft der Kühe beständig durch Beschnuppern der Geschlechtsorgane oder des Urins und zeigen dabei ein Flehmen. Der Sexualzyklus der Kühe dauert etwa 18 bis 22 Tage, der Östrus selbst einen Tag. Paarungswillige Bullen legen ihr Kinn auf den Rumpf der Kuh und signalisieren so Bereitschaft. Die Kuh wiederum erwidert ihre Bereitschaft durch Stillstehen und Schwanzbewegung. Die Kopulation währt eher kurz und wird innerhalb von 30 Minuten mehrfach wiederholt. Die Tragezeit der Kühe dauert bis zu 11,5 Monate (durchschnittlich 340 Tage), das Geburtsintervall beträgt 15 bis 24 Monate. Meist kommt nur ein Kalb zur Welt, das 39 bis 41 kg schwer ist; Zwillingsgeburten sind sehr selten. Das Geburtsgewicht schwankt leicht mit der Jahreszeit. Das Fell der Jungtiere ist schwarz oder dunkelgrau und ändert teilweise während des Wachstums die Farbe. Das Kalb benötigt mehrere Stunden nach der Geburt, um sicher zu stehen und bewegt sich in den folgenden Wochen eher langsam und behäbig fort. Mutter und Jungtier sind nach der Geburt etwas getrennt von der Herde, in dieser Zeit achtet das Muttertier sorgfältig auf das Junge. Insgesamt ist die Herde sehr aufmerksam auf Jungtiere, so dass eine Erbeutung durch Beutegreifer selten erfolgt. Das Junge saugt unregelmäßig, anfänglich bis zu 10 Minuten lang. Nach rund vier Wochen wird es etwa 5 Minuten lang gestillt. Während der Wachstumsphase spielen oder tummeln Jungtiere kaum, jungadulte Bullen führen aber Sparringskämpfe durch. Die Stillzeit endet unterschiedlich, abhängig von der Dichte der Population. Am Lake Manyara mit einer hohen Individuenzahl werden Jungtiere nach anderthalb Jahren entwöhnt, in der weniger dicht besiedelten Serengeti schon nach zehn Monaten, wenn das Muttertier im siebten Monat trächtig mit neuem Nachwuchs ist. Männliche Tiere verlassen die mütterliche Herde, weibliche verbleiben dort. Durchschnittlich liegt die Lebenserwartung bei 18 bis 20 Jahren in freier Wildbahn, einzelne Tiere in menschlicher Gefangenschaft wurden über 30 Jahre alt.

### Fressfeinde und Feindverhalten

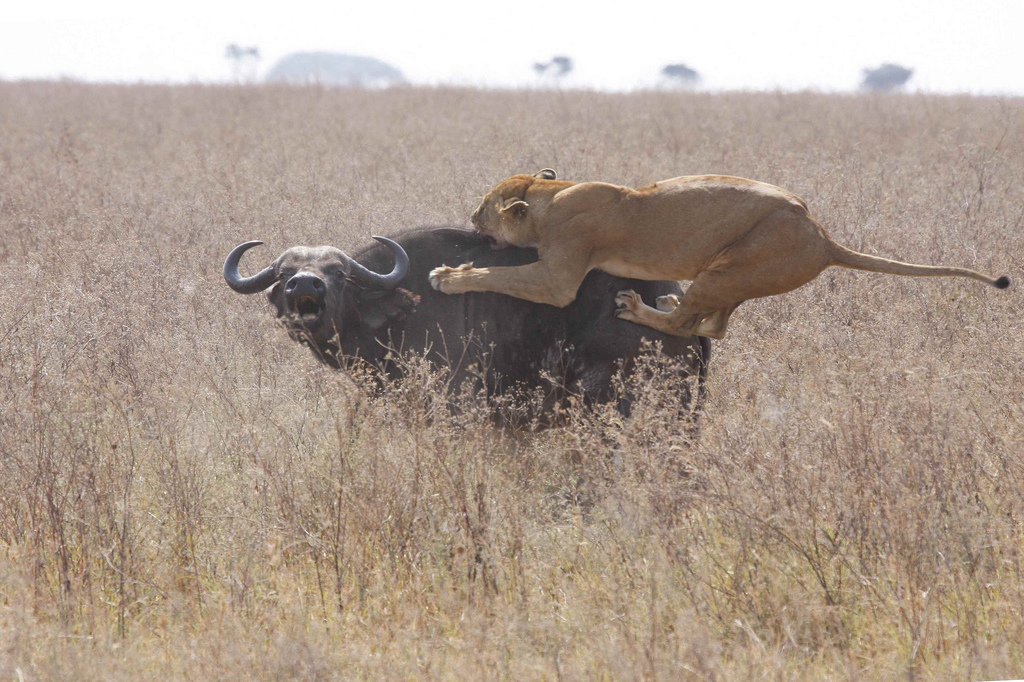
Der Löwe als bedeutendster Fressfeind des Kaffernbüffels

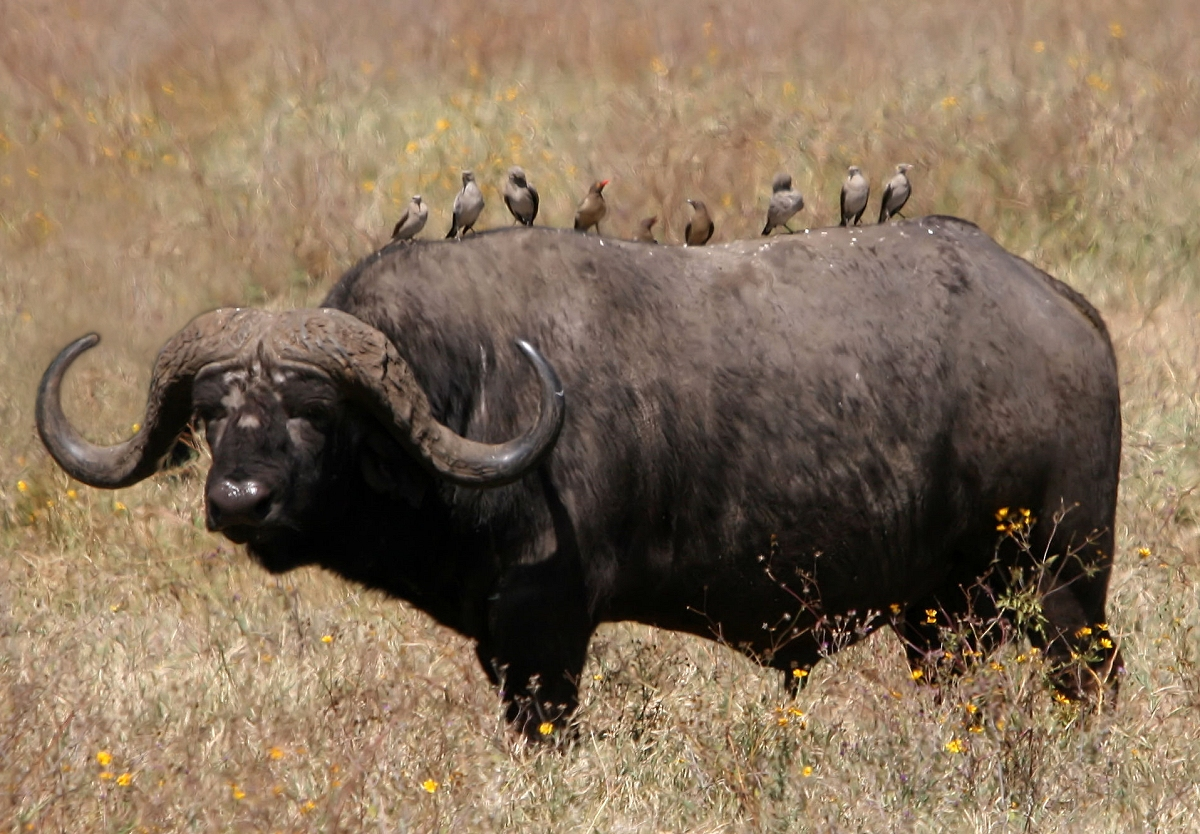
Ein Kaffernbüffel mit Madenhackern auf dem Rücken

Den bedeutendsten Fressfeind stellt der Löwe dar. Aufgrund des guten Augenlichts kann der Kaffernbüffel Löwen schon aus bis zu 1,5 km Entfernung wahrnehmen. Einzelne Tiere verteidigen sich gegen Löwenangriffe, indem sie sich mit dem Rücken zu einem Hindernis positionieren oder im Gebüsch verstecken, so dass die Beutegreifer nicht die verletzlichen Hinterbeine erreichen können. Auch Flucht ist möglich, da individuelle Tiere Geschwindigkeiten von bis zu 55 km/h über kurze Distanzen erreichen. Gruppen stellen sich häufig im Kreis auf und präsentieren eine Phalanx von Hörnern. Unter Umständen greift der Kaffernbüffel auch Löwen direkt an, vertreibt sie, wirbelt sie mit den Hörnern durch die Luft oder trampelt sie mitunter zu Tode. Die Raubkatzen können einen ausgewachsenen Büffel nur durch einen Kehlbiss töten, da sie nicht die Kraft aufbringen, das Genick zu brechen. Außerdem wirkt die Haut des Kaffernbüffels mit 2 bis 3 cm Dicke schützend. Der Einfluss des Löwen auf die lokalen Bestände des Kaffernbüffels ist unterschiedlich. In der Serengeti verursacht er nur 25 % der Todesfälle beim Kaffernbüffel, am Lake Manyara sind es bis zu 85 %. In der Regel fallen dem Beutegreifer ältere, einzeln wandernde Bullen zum Opfer, selten in Junggesellengruppen lebende Bullen oder Kühe und Jungtiere in Herden. Bemerkenswert in diesem Zusammenhang ist, dass in Gebieten mit größerer Löwenpopulation auch größere Herden des Kaffernbüffels zu beobachten sind. Überwiegend Jungtiere werden auch durch Tüpfelhyänen und Leoparden gerissen. Erstere bringen gelegentlich auch ältere oder geschwächte Tiere zur Strecke. Überlebende eines Angriffs tragen dann häufig Narben am Körper. Nach Untersuchungen im Aberdare-Nationalpark in Kenia wiesen mehr als ein Viertel der männlichen Individuen verheilte Wunden einer Hyänenattacke auf.

### Parasiten
Zu den wichtigsten Krankheiten, die den Kaffernbüffel befallen, gehören die Rinderpest, die Lungenseuche und die Tuberkulose, die überwiegend von Hausrindern auf die Wildtiere übertragen werden. Untergeordnet spielen auch der Milzbrand und die Maul- und Klauenseuche eine Rolle. Zudem sind die Tiere als Reservoir des Küstenfiebers bekannt. Gegen einige originär tropische oder afrikanische Erkrankungen wie die Schlafkrankheit, die durch die Tsetse-Fliege übertragen wird, ist der Kaffernbüffel immun. An äußeren Parasiten sind zahlreiche Zecken belegt, etwa die Gattungen Amblyomma, Rhipicephalus, Hyalomma und Boophilus. Einige dieser Ectoparasiten gelten auch als Überträger der bereits erwähnten Krankheiten. In der Regel leiden ältere Bullen stärker unter dem Befall als jüngere Tiere. Zur Linderung werden Vögel wie der Madenhacker geduldet, der die äußeren Parasiten entfernt.

## Systematik
Der Kaffernbüffel ist eine Art aus der Gattung Syncerus und der Familie der Hornträger (Bovidae). Innerhalb der Hornträger gehört Syncerus zur Unterfamilie der Bovinae und zur Tribus der Bovini. Die Gattung stellt somit die afrikanischen Vertreter der Rinder dar. Die nächsten Verwandten bilden die Asiatischen Büffel (Bubalus), mit denen Syncerus eine Einheit bildet (Bubalina). Die beiden Gattungen trennten sich laut molekulargenetischen Untersuchungen im Oberen Miozän vor etwa 7,3 bis 5,1 Millionen Jahren.
Bis zum Anfang des 21. Jahrhunderts wurde die Gattung Syncerus als monotypisch angesehen und enthielt nur den Kaffernbüffel als Art. Alle anderen heutigen Vertreter der afrikanischen Büffel galten als Unterarten des Kaffernbüffels, deren genaue Anzahl aber umstritten war, in zahlreichen moderneren Systematiken meist jedoch zwischen zwei und fünf schwankte. Eine Revision der Hornträger aus dem Jahr 2011, durchgeführt von Colin Peter Groves und Peter Grubb, erkannte insgesamt vier bestehende Unterarten als eigenständige Arten an, die neben dem Kaffernbüffel den Rotbüffel (Syncerus nanus), den Sudan-Büffel (Syncerus brachyceros) und den Virunga-Büffel (Syncerus matthewsi) betreffen. Die Aufteilung der Gattung Syncerus in vier Arten ist aber nicht vollständig anerkannt. Anhand morphometrischer und äußerlicher Merkmale können der Kaffern- und der Rotbüffel gut voneinander abgetrennt werden, sie stellen zwei unterschiedliche Ökomorphotypen dar: der Kaffernbüffel als große, kräftige Art mit massigen Hörnern einen Savannentyp, der Rotbüffel als grazilerer Vertreter mit kleineren Hörnern einen Waldtyp. Dagegen sind die anderen Angehörigen von Syncerus, die die Offenlandschaften der Sahel und die Bergregionen Ostafrikas bewohnen, in ihrem Aussehen eher intermediär zwischen diesen beiden. Molekulargenetische Studien zeigen eine gegenüber der hohen morphologischen Variationsbreite von Syncerus eher geringe genetische Diversität, lassen aber zwei deutlich voneinander getrennte Kladen erkennen, die einerseits die Populationen von West- und Zentralafrika (Rot- und Sudan-Büffel), andererseits die von Ost- und Südafrika betreffen (Kaffernbüffel). Die Trennung der beiden Linien erfolgte im Mittleren Pleistozän vor etwa 450.000 bis 145.000 Jahren. Möglicherweise besiedelte der Kaffernbüffel vom östlichen Afrika aus kommend im Verlauf des Pleistozäns infolge der klimatischen Fluktuationen und der damit verbundenen Ausbreitung der Savannen weite Bereiche des südlichen Kontinentalteils.
Die wissenschaftliche Erstbeschreibung geht auf Anders Sparrman zurück, der diese im Jahr 1779 durchführte. Sparrmann stützte seine Beschreibung auf eigene Beobachtungen, die er während seiner Reise in das südliche Afrika getätigt hatte. Er gab dem Kaffernbüffel die Bezeichnung Bos caffer, als Typusregion wies er Seacov Rivier och Akter Brunties hoogte i Afrika ("Seekuhfluss und Akter-Brunties-Anhöhe in Afrika") aus, was heute dem Sunday River an der Algoa Bay in Uitenhage in der südafrikanischen Provinz Ostkap entspricht. Bereits zuvor hatte Georges-Louis Leclerc de Buffon im Jahr 1763 im elften Band seines Werkes Histoire naturelle, générale et particulière, avec la description du Cabinet du Roy ein Hornpaar eines Kaffernbüffels vom Kap der Guten Hoffnung vorgestellt und abgebildet. Dieses war von Nicolas-Louis de Lacaille von einer Afrikareise mitgebracht und der königlichen Sammlung in Paris übergeben worden. Buffon stellte das Hornpaar aber in die Nähe des Auerochsen (Bos primigenius).

## Gefährdung und Schutzmaßnahmen

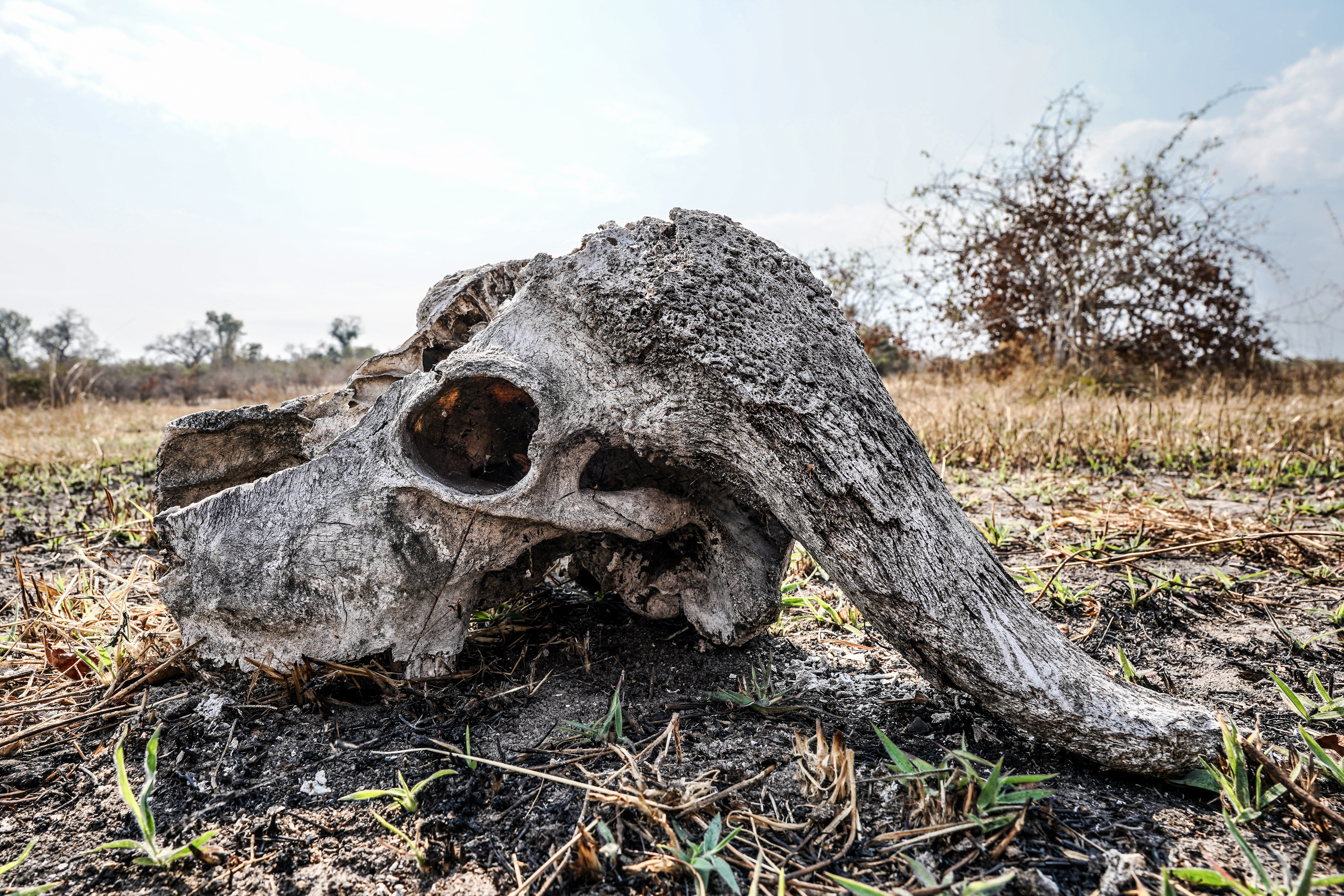
Verwitterter Schädel eines Kaffernbüffels in Lupande, Sambia

Der Bestand des Kaffernbüffels (und anderer Huftiere) war in der Wende vom 19. zum 20. Jahrhundert stark reduziert worden. Ab 1890 brach der Bestand durch eine Reihe von Rinderpest-Epidemien ein, nachdem sich die Krankheit mit zunehmender Besiedlungsdichte über den Kontinent ausbreitete. In Verbindung mit der Lungenseuche führte dies, innerhalb einzelner Populationen, zu einer Mortalitätsrate von etwa 95 %. Auch im Verlauf des 20. Jahrhunderts waren die Rinderpest und zusätzlich der Milzbrand für den Rückgang lokaler Bestände verantwortlich. Hinzu kommt ein hoher Jagddruck, da der Kaffernbüffel in zahlreichen Ländern als Nahrung verwendet wird. Die Fleischnutzung erfolgt aber nicht nur zur Eigenversorgung in der ländlichen Bevölkerung (als „Bushmeat“), sondern wird auch im industriellen Maßstab getätigt. Darüber hinaus gilt der Kaffernbüffel als Bestandteil der Big Five und hat den Ruf als eines der gefährlichsten Tiere der afrikanischen Savannen, womit die Trophäenjagd eine hohe Bedeutung erlangt.
Die Evaluation der IUCN unterscheidet zwischen den folgenden fünf Hauptgefährdungsfaktoren, von denen die ersten drei den Großteil der Gesamtpopulation betreffen:
- Landwirtschaftliche Nutzung des Verbreitungsgebietes, sowie Beweidung durch Nutzvieh führt zu einer Verkleinerung und ökologischen Verschlechterung des Lebensraumes, insbesondere durch die Ausweitung der bewirtschafteten Flächen.
- Intensive Bejagung der Art als Fleisch- und Felllieferant
- Zu den Folgen des Klimawandels zählt eine erhöhte Wahrscheinlichkeit von Dürre, was die Mortalität gesamten Population erhöht.

Die letzten beiden, von der IUCN benannten Gefährdungsfaktoren, betreffen weniger als die Hälfte der Kaffernbüffel:
- Lebensraumverlust durch das Eindringen von Menschen in neue Lebensräume, sowie deren Umgestaltung, Erschließung und Bebauung.
- Störung und Vertreibung der Art aus Kriegs- und Truppenübungsgebieten, in politisch instabilen Regionen.

Heute sind die Populationen und Herden des Kaffernbüffels zum Großteil auf Schutzgebiete beschränkt. Die Art wird gegenwärtig von der IUCN als "potentiell gefährdet" (near threatened) eingestuft. Ihr Gesamtbestand wurde 2018 zuletzt evaluiert und damals auf etwa 389.000 bis 401.000 erwachsene Tiere geschätzt (Stand: Oktober 2024). In einigen Ländern, so in Eritrea, Gambia und Lesotho ist sie bereits ausgestorben.  Zu den bedeutendsten Schutzgebieten, in denen der Kaffernbüffel auftritt, gehören die Serengeti und der Lake-Manyara-Nationalpark in Tansania, der Chobe-Nationalpark in Botswana und der Hluhluwe-iMfolozi-Nationalpark sowie der Kruger-Nationalpark in Südafrika.